# Fattigklubba

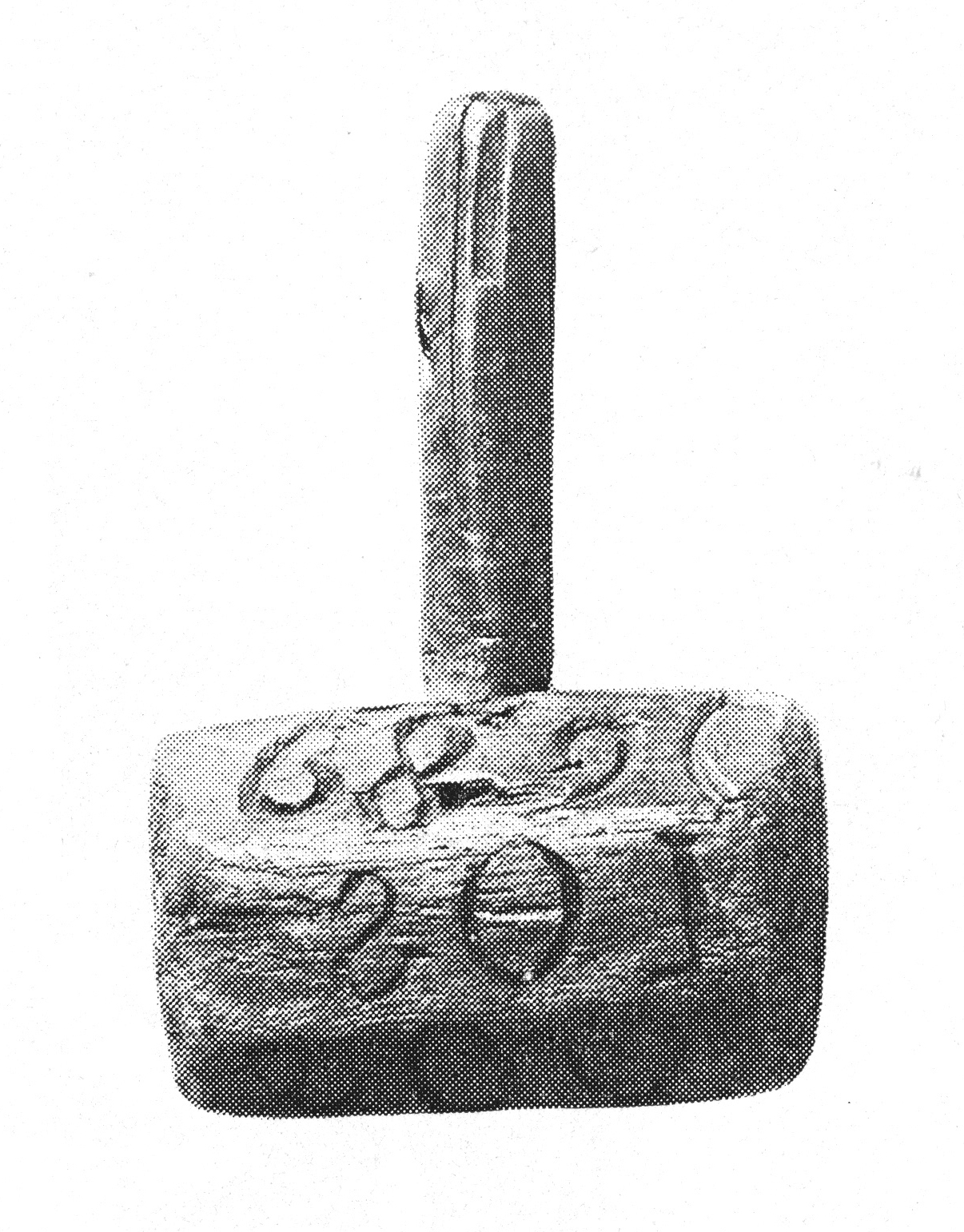
Fattigklubba från Hälsingland

En fattigklubba, även kallad tiggarklubba, var i äldre tider en av trä tillverkad symbol för att visa att den som medförde klubban var fattig och behövde uppehälle enligt fastställd rotering efter militär förebild.
Fattighjon kunde beviljas rotegång och bli rotehjon, vilket innebar att han fick bege sig till den gård som först stod näst i tur i roten, vilket ibland var den gård där klubban fanns. Annars skulle han ha med sin fattigklubba och en anteckningsbok i vilken tid och plats antecknades. De fick uppehålla sig en till fem dagar beroende på gårdens skattetal. När tiden var ute fick han bege sig till nästa gård i roten. De som orkade fick gå mellan gårdarna medan skröpliga hjon fick fattigskjuts.